# هينسشتي
مدينة هينسشتي Hînceşti مدينة في مولدوفا على نهر كوجالنيك على بعد 33 كم من العاصمة المولدوفية كيشيناو. منذ عام 2003 أصبحت عاصمة إقليم هينسشتي

## توأمة
لهينسشتي اتفاقيات توأمة مع كل من:
- بلويشت
- أور عقيفا
- توماشوف مازوفستسكي [الإنجليزية]‏
- يورييف-بولسكي